# ブッデンブローク家の人々
『ブッデンブローク家の人々』（ブッデンブロークけのひとびと、Buddenbrooks）は、1901年に発表されたトーマス・マンの長編小説。マン自身の一族の物語で、北ドイツ、リューベックの商家の4代にわたる歴史とその衰退を描いている。戦前のヨーロッパにおいてベストセラーとなり、1929年にマンがノーベル文学賞を受賞した際にはこの作品が受賞理由として挙げられた。

## 内容
全体は11の章からなり、副題として「ある一家の没落」（Verfall einer Familie）が付されている。
初代当主である老ヨハン・ブッデンブロークは、現実的な性格を持って商会を立ち上げた人物であり、作中ではすでに引退して次男に商会をゆだねている。2代目ヨハンは商会を維持していき、オランダ領事の名誉職も得るが、1848年の革命の影響で商会に多大な損害を与えてしまう。3代目トーマスは一家を誇りに思い、家長としての威厳を保つように努めるが、その反面自分の精神的な弱さと一族の没落を察知しており、孤軍奮闘の末に心労で倒れる。残された4代目ハノーはすでに現実的な望みを失っており、音楽のみに情熱を傾けている。
作品は当初、兄ハインリヒ・マンとの共作となる予定であったが、兄が不都合になり一人で執筆する形となった。執筆には1897年から1900年まで3年がかけられている。

## あらすじ
第1部
1835年 リューベックのブッデンブローク家の夕食。一家の紹介。
老ヨハン、その妻アントワネット、その息子ヨハン（ジャン）、その妻エリーザベト、その子ら、つまり長男トーマス、長女トーニ、次男クリスチャン。
第2部
4   老ヨハンと妻アントワネットが死去。
5    トーマスは16歳。父ヨハン（ジャン）の会社に入社。
第3部
2 実業家グリューンリヒが18歳のトーニへ求婚。
14   グリューンリヒの押しが成功し、トーニと結婚。
第4部
1   トーニは娘エリカを生む。
6    グリューンリヒが破産。
10    トーニは離婚。
11    1855年 当主ヨハン（ジャン）が死去。
第5部
1 トーマスが一家の当主となった。
3 クリスチャンの勤務は不まじめ。
8 トーマスはトーニの友人ゲルダと結婚。
第6部
3    トーマスの説得でクリスチャンは会社を辞め、ハンブルクで別会社を経営。
6    トーニはホップ商人ペルマネーダーと再婚。
11    トーニは再び離婚。
第7部
1   トーマスとゲルダに長男ハンノが生まれる。
2    クリスチャンの会社は財政危機から廃業。
4    トーマスはリューベック市の参事会員になる。
5     新しい家を建てた。ハンノは成長が遅い。
第8部
1   トーニの娘エリカは、火災保険会社員ヴァインシェンクと結婚。
6    ハンノは音楽の才能を見せる。
9    ヴァインシェンクは詐欺罪で禁固刑になる。
第9部
1   トーマスの母、エリーザベトが死去。
2    クリスチャンは身持ちのよくないアリーネと結婚を希望し、トーマスと口論。
第10部
7    トーマスは抜歯した帰りに転倒、意識を失う。
8    トーマス死去。
第11部
1  トーマスの会社は売却された。クリスチャンはアリーネと結婚。その後精神病院に入院。
4   1877年 ハンノはチフスで死んだ。

## 映画化・ドラマ化
ドイツでは1923年、1959年、2008年と3度映画化されており、また1971年にイタリアで、1979年には独仏合作でそれぞれテレビドラマ化されている。

## 影響と評価
日本では、北杜夫の長編『楡家の人びと』に大きな影響を与えたことで知られている。
経済学者トーマス K.マクロウは「ブッデンブローク家の人々」は企業小説の最高傑作であると評価している。

## 日本語訳
- ブッデンブローク家の人びと（望月市恵訳、岩波文庫（全3巻）、1969年）
- ブッデンブローク家の人々（川村二郎訳、世界文学全集18 河出書房新社、1969年、新版1989年）。グーテンベルク21（上下）、電子書籍、2014年より
- ブッデンブローク家の人々（松浦憲作訳、世界文学全集65 講談社、新版1976年）
- ブデンブローク家の人々（森川俊夫訳、「マン全集1」新潮社、1972年）